# Cryphoeca thaleri
Cryphoeca thaleri är en spindelart som beskrevs av Jörg Wunderlich 1995. Cryphoeca thaleri ingår i släktet Cryphoeca och familjen panflöjtsspindlar.
Artens utbredningsområde är Turkiet. Inga underarter finns listade i Catalogue of Life.